# バーミンガム・パブ爆破事件
バーミンガム・パブ爆破事件（バーミンガム・パブばくはじけん）は、1974年11月21日にイギリスの都市、バーミンガムで起きた連続爆破事件。死傷者が合計で200人以上にのぼり、テロ防止法が制定されるきっかけとなった。また、無実の6人が逮捕・起訴され、有罪となったため、イギリス最大の冤罪事件と呼ばれた。なお爆破事件そのものは、2023年現在も未解決である。

## 概要
1974年11月21日の午後8時台、バーミンガム中心部の2軒のパブに仕掛けられていた時限爆弾が相次いで爆発し、計21人が死亡、182人が負傷した。3キロほど離れた銀行の前にも午後11時にタイマーが設定された時限爆弾が仕掛けられていたが、爆発前に発見、除去された。
この組織的な爆弾事件を、警察はIRA暫定派の犯行とみて捜査し、アイルランド人6人を逮捕した。6人は容疑を否認し、IRA暫定派も「6人は組織とは無関係」という声明を出すも、続く取り調べで強引な形で引き出された虚偽の自白が根拠となり、6人全員が起訴され、1975年8月の1審で、ランカスター刑事法院は殺人罪で終身刑（イギリスにおける最高刑）を言い渡した。その後、1988年に控訴院が被告の控訴を棄却し、有罪が確定した。

## 再審
判決後も獄中で6人は一貫して無実を主張し続け、市民の間でも支援の輪が広がった。その甲斐あって再審開始が決定し、1991年3月14日にロンドン控訴審で無罪判決が示された。この裁判の過程でイギリス警察の強引な捜査、調書のねつ造などが発覚したことにより、警察に対して非難が集中し、信頼は大きく損なわれることとなった。これほどの大規模殺人事件での冤罪はイギリスにおいてそれまで例がなく、後にイギリス史上最大の冤罪事件と呼ばれることになった。

## 事件の影響
この事件をきっかけに北アイルランド紛争に関連したテロ行為を取り締まることを目的としたテロ防止法が時限立法として成立した。この法案は修正などが加えられながら、何度も延長されている。そのため、実質は恒久法となっている。

## 真相
6人が無罪になったことにより事件の真相を突き止めるべきだという世論が高まった。IRAの犯行という見方は強いが、被告が再審無罪になったときにはすでに事件から17年が経過していたこともあり、解決は困難を極めている。

## 死因審問の再開
事件被害者遺族や支持者たちによる真相究明を求める運動は、そのような困難にもかかわらず、粘り強く続けられてきた。そして、事件から42年が経過しようとする2016年5月、バーミンガムおよびソリハルのルイーズ・ハント上級検視官が、事件当時、爆破前に事前警告があったと考えられると明らかにした。続いて6月1日、同検視官は、そのような警告があったにもかかわらず、警察が行動を取らなかったのではないかとの重大な懸念があることを理由に、死因審問を行なう必要があると結論した。
ほぼ40年にわたって北アイルランド紛争を取材してきたジャーナリストのピーター・テイラーは、死因審問の再開という結論を受け、当時IRA最高幹部のひとりであったビリー・マッキーの発言を引きつつ、事件はダブリンのIRAによる意思決定を経ず、バーミンガム地域のIRAによって行なわれた可能性が高いと示唆。新たに行なわれる死因審問は、「ウエスト・ミッドランズ警察が、おそらくはバーミンガム地域のIRA内部の情報源から事前警告を受けていたとして、それはどの程度のものだったのかということ」を明らかにすることになるだろうと分析している。

## 映像作品
- テロリストを追え!/バーミンガム爆破事件の謎（1990年、イギリス、TVムービー）

（原作）WHO BOMBED BIRMINGHAM? THE INVESTIGATION: INSIDE A TERRORIST BOMBING
- 父の祈りを（1993年、イギリス、映画）